# Doug Liman
Doug Liman (Nova Iorque, 24 de Julho de 1966) é um diretor e produtor americano. Dirigiu filmes como A Identidade Bourne (2002), Mr. e Mrs. Smith (2005) e Jumper (2008).

## Primeiros anos
Liman nasceu em Nova Iorque. Filho de pais judeus Ellen e Arthur L. Liman, um advogado.
Ele participou do programa de pós-graduação na Universidade do Sul da Califórnia, onde dirigiu seu primeiro projeto, Getting In (1994).

## Carreira
Após dirigir alguns filmes, Liman foi contratado para a direção de The Bourne Identity, uma adaptação do romance do autor Robert Ludlum, estrelada por Matt Damon. O filme, que rendeu mais de 200 milhões de dólares, começou uma franquia intitulada Bourne, a qual teve quatro filmes adicionais. Liman, depois, não dirigiu nenhum filme da série, mas serviu de produtor executivo de três dos quatro filmes subsequentes (The Bourne Supremacy, The Bourne Ultimatum (2007) e Jason Bourne (2016)).
Em 2005, dirigiu Mr. & Mrs. Smith, um filme de ação cujo enredo gira em torno de um casal de espiões interpretados por Brad Pitt e Angelina Jolie. A película arrecadou mais de 478 milhões de dólares mundialmente.
Em maio de 2020, foi relatado que Liman dirigirá, escreverá e produzirá o primeiro filme feito no espaço. Tom Cruise será o protagonista e produtor. Os dois voarão para a Estação Espacial Internacional como parte da missão SpaceX Axiom Space-1.

## Filmografia
- 1994 - Getting In
- 1996 - Swingers
- 1999 - Go
- 2002 - A Identidade Bourne
- 2004 - A Supremacia Bourne (produtor)
- 2005 - Mr. e Mrs. Smith
- 2007 - O Ultimato Bourne (produtor)
- 2008 - Jumper
- 2010 - Fair Game
- 2014 - No Limite do Amanhã
- 2017 - The Wall
- 2017 - American Made